# Иван Серов
Вижте пояснителната страница за други личности с името Серов.
Иван Александрович Серов (1905 – 1990) е съветски политик и офицер, първи председател на Комитета за държавна сигурност (1954 – 1958) и по-късно началник на Главното разузнавателно управление на Съветската армия. Армейски генерал.

## Биография
Роден е през 1905 г. Става член на ВКП (б) през юни 1926 г. Завършва Ленинградското пехотно училище през август 1928 г. и е назначен за командир на артилерийски полк в състава на 22-ра стрелкова дивизия. Завършва Военната академия „М. В. Фрунзе“ през 1939 г. и започва работа в органите на Министерството на вътрешните работи през февруари същата година.
Изпълнява длъжността народен комисар на вътрешните работи в Украинската ССР през 1939 – 1941 г. През 1941 – 1945 г. е първи заместник народен комисар на държавната сигурност, а по-късно като заместник-нарком на вътрешните работи на СССР. През 1947 – 1953 г. заема поста първи заместник-министър на вътрешните работи на СССР. През 1955 г. е произведен в звание армейски генерал. На 18 декември 1956 г. е удостоен с орден „Кутузов“ I степен за потушаване на революцията в Унгария.
През 1958 г. е назначен за председател на Комитета за държавна сигурност, известен със съкращението от руското му име КГБ.
На 8 декември 1958 г. Серов е прехвърлен в Генералния щаб на Въоръжените сили с назначение на пост заместник-началник на Генералния щаб по разузнаването и началник на Главното разузнавателно управление (ГРУ).
Свален е от поста, след като през октомври 1962 г. полковник Олег Пенковски от ГРУ е арестуван и уличен в шпионаж в полза на ЦРУ. Пенковски, който е бил покровителстван от Серов, е бил в течение на секретна информация в продължение на 2 години и докладите му пред американските тайни служби нанасят голяма вреда на отбранителната способност на СССР. През януари 1963 г. Серов е освободен от длъжността началник на ГРУ, а на 12 март за липса на политическа бдителност са му отнети званието „Герой на Съветския съюз“ и 6-те ордена „Ленин“ и е понижен в звание генерал-майор.
През април 1965 г. е изключен от Партията за „нарушаване на социалистическата законност и използването на служебното положение за лични цели“. На 1 септември 1965 г. излиза в пенсия. Умира на 1 юли 1990 г. в Москва.
През 1991 г. му е отнет орден „Суворов“ I степен, връчен му за ръководенето на депортирането на кавказките народи през 1944 г. През 1995 г. с указ на президента на Полша Лех Валенса му е отнет орден „Виртути милитари“ IV степен.